# Syngenta
Syngenta és una empresa suïssa, especialitzada en la química i el sector agroalimentari, sorgida de la fusió de les divisions agroquímiques de les societats AstraZeneca i Novartis el novembre de 2000. És el líder mundial en recerca lligada a l'agricultura, especialment pel que fa a productes fitosanitaris i llavors.
El 2009, l'empresa tenia uns 25.000 treballadors distribuïts en 90 països, 2.500 dels quals a Suïssa.
El 2010 Syngenta era la tercera empresa en el mercat mundial de venda de llavors agrícoles i les seves vendes totals van ser aproximadament d'11,6 milers de milions de dòlars. El 2012, la xifra de negocis va ser d'uns 14,2 milers de milions de dòlars, dels quals la protecció de les plantes representava un 77 % del total i les llavors vora el 23 % del total. Aquestes xifres contrasten amb els 6 mil milions de facturació de l'any 2000 i representen una augmentació del voltant del 8 % per any.
El febrer de 2016, ChemChina anuncia l'adquisició de Syngenta per 43 mil milions de dòlars, l'adquisició més important de la història d'una empresa estrangera per part d'una de xinesa.
L'acció era cotitzada a borsa sota el codi SYT i en va ser retirada el 2017.

## Orígens
L'origen de Syngenta es pot relacionar amb Johann Rudolf Geigy-Gemuseus, qui el 1758 comerciava amb productes químics a Basilea. El 1876, els laboratoris Sandoz començaren el negoci a Basilea, segits el 1884 per Ciba. Aquestes tres companyies esdevinguéren Novartis el 1995. Ciba-Geigy, formada el 1971, es va concentrar en la protecció de cultius i Sandoz es va centrar més en les llavors.

## Productes
Syngenta té vuit línies principals de productes:
Pesticides
- Herbicides selectius
- Herbicides no selectius
- Fungicides
- Insecticides
- Productes professionals

Llavors
- Conreus extensius
- Hortalisses
- Flors

Entre les marques de Syngenta s'inclouen Aatrex (atrazina), Actara, Amistar (azoxistrobina), Callisto, Cruiser (TMX, tiametoxam), Daconil (Clorohalonil), DualGold, Golden Harvest, Garst, Northrup-King (NK), Rogers, S&G, Gramoxone (paraquat), i Vigor (TMX, tiametoxam).TMX (tiametoxam) és un insecticida de segona generació de tipus neonicotinoides patentat per Syngenta.
Alguns dels competidors de Syngenta són Monsanto Company, BASF, Dow AgroSciences, Bayer CropScience i DuPont.